# Aeropuerto Internacional de Lilongüe
El Aeropuerto Internacional de Lilongüe (también conocido como Aeropuerto Internacional Kamuzu) es un aeropuerto en Lilongüe, Malaui (IATA: LLW, OACI: FWKI).

## Aerolíneas y destinos
| Aerolíneas            | Destinos                                                                              |
| --------------------- | ------------------------------------------------------------------------------------- |
| Airlink               | Johannesburgo–OR Tambo                                                                |
| Ethiopian Airlines    | Addis Abeba                                                                           |
| Kenya Airways         | Nairobi–Jomo Kenyatta                                                                 |
| Malawi Airlines       | Blantyre, Dar es-Salam, Harare, Johannesburgo–OR Tambo, Lusaka, Nairobi–Jomo Kenyatta |
| Proflight Zambia      | Lusaka, Mfuwe                                                                         |
| South African Airways | Johannesburgo–OR Tambo                                                                |
| Ulendo Airlink        | Likoma Island, Mfuwe, Monkey Bay                                                      |